# Lochtenrek
Lochtenrek is de streeknaam van het gebied bij een voorde in een oude Tjongermeander in de Nederlandse provincie Friesland. Tegenwoordig is deze meander onderdeel van het Klein Diep. Formeel werd het gebied Lugtenrek of Luchtenrek genoemd. In de vorige eeuw was enige tijd een klein waterschap met de naam Luchtenrek actief in het gebied. In 1973 is het opgegaan in het waterschap Tjonger/Compagnonsvaarten, dat daarna opging in het waterschap Sevenwolden en in 2004 in het provinciale Wetterskip Fryslân.
Rek of rak verwijst naar een recht stuk(je) van een waterloop: zoals bij het Volkerak en het Damrak.
De nabijgelegen N381-brug over de Tjonger kreeg in 2017 de naam Lochtenrek. Hiermee is voorkomen dat het in de voorlaatste ijstijd (Saalien) gevormde gebied met zijn rijke archeologische historie in de vergetelheid raakt. Wegstromend smeltwater van gletsjers vormde tegen het einde van de voorlaatste ijstijd het beekdal van de Tjonger. In de laatste ijstijd (Weichselien), toen het huidige Nederland niet met een ijslaag overdekt was, raakten de nabij gelegen hogere keileemruggen met dekzand bedekt.
Lochtenrek, met beekdalen en dekzandruggen, ligt tussen Makkinga en Oosterwolde en herbergt een voor Friesland uniek laat-paleolitisch archeologisch monument. De vondsten van gids-artefacten, haardplaatsen en barnsteen tonen doorgangskampjes uit de Hamburg- en Federmessercultuur aan.
Ook bewoning ten tijde van het mesolithicum en het neolithicum is met archeologische vondsten vastgesteld. Het gebied was een veel gebruikte trekroute voor dier en mens. In het (broek)veen tegen het beekdal zijn oeroude botresten aangetroffen van beer, bever, edelhert, oeros en wild zwijn. 
De naam Tjongercultuur als voorloper van de Federmessercultuur heeft hier zijn wortels.
De nabijheid van de Tsjongerwâlen, begroeide keileembulten ontstaan bij het uitgraven van de gekanaliseerde Tjonger in de 19e eeuw, maakt het gebied tot een unieke biotoop binnen een beschermde ecologische natte zone. 